# Gustav Oehrli
Gustav («Gusti») Oehrli (* 2. Mai 1962 in Gstaad) ist ein ehemaliger Schweizer Skirennfahrer. Er war auf die Disziplinen Abfahrt und Kombination spezialisiert.

## Biografie
Oehrlis erster grösserer Erfolg war der Gewinn der Abfahrts-Silbermedaille bei den Junioren-Europameisterschaften 1980. In der Saison 1980/81 kam der gelernte Maurer im Europacup zum Einsatz. Dabei belegte er in der Abfahrtswertung den zweiten Platz hinter dem Österreicher Bernhard Flaschberger und den dritten Platz in der Gesamtwertung. Im darauf folgenden Winter wechselte er in den Weltcup. Die ersten Weltcuppunkte gewann er am 21. Dezember 1981 als 11. der Abfahrt von Crans-Montana.
In der Saison 1981/82 erzielte Oehrli vier Platzierungen unter den besten zehn, mit einem vierten Platz in Whistler als bestes Ergebnis. Bei den Weltmeisterschaften 1982 in Schladming belegte er den siebten Platz in der Kombination. In den zwei darauf folgenden Wintern klassierte er sich kein einziges Mal in den Punkterängen. Erst in der Saison 1985/86 konnte er wieder an seine früheren Leistungen anknüpfen. Es gelangen ihm sechs Top-10-Platzierungen. Darunter waren zwei dritte Plätze in Kombinationen und ein zweiter Platz in der Abfahrt von Morzine.
Dieses Niveau erreichte Oehrli in der Folge nur noch ansatzweise. 1988 fuhr er einmal unter die besten zehn, 1989 viermal. Weitere Podestplätze blieben aber aus, wegen der starken teaminternen Konkurrenz auch Qualifikationen zu Weltmeisterschaften oder Olympischen Spielen. Während der Saison 1989/90 trat Oehrli zurück. Heute ist er Mitinhaber das Sportgeschäfts Edelweiss Sport in Gstaad. Ausserdem war er bis 2021 in seinem Wohnort Lauenen als Präsident des Skiclubs tätig.

## Erfolge
- Weltmeisterschaften 1982 Schladming: 7. Kombination
- Weltcup: 3 Podestplätze, 14 weitere Platzierungen unter den besten zehn
- Schweizer Meister in der Kombination 1986
- Saison 1980/81 des Europacups: 2. Abfahrtswertung, 3. Gesamtwertung
- Junioreneuropameisterschaften 1980: 2. Abfahrt

## Quelle
- Internationales Sportarchiv (Munzinger-Archiv), Ausgabe 19/1986